# Leonard Jenyns
Leonard Jenyns, senare Leonard Blomefield, född 25 maj 1800 i London, död  1 september 1893 i Bath, var en engelsk präst, författare, iktyolog och naturforskare.Han är bland annat känd för att ha tackat nej till att deltaga i en forskningsresa med HMS Beagle, till förmån för vännen och kollegan Charles Darwin som företog resan i stället. Jenyns valdes in som medlem i Linnean Society of London år 1822.
Jenyns förordnades till kyrkoherde i Swaffham Bulbeck i Cambridgeshire i december 1827. År 1849 gifte han sig med Jane Daubeny, äldsta dotter till kyrkoherden Andrew Edward Daubeny (1784–1877) och brorsdotter till professor Charles Daubeny (1795–1867). År 1852 blev Jenyns kyrkoherde i Langridges och Woolleys församlingar, strax norr om Bath. Efter en tids sjukdom gick hustrun bort 1860, och begravdes på kyrkogården i Swainswick. År 1862 gifte Jenyns om sig med Sarah Hawthorn från Stapleford, äldsta dotter till kyrkoherden Robert Hawthorn.
År 1871 ärvde Jenyns 140 tunnland mark i Norfolk från sin fars kusin Francis Blomefield, men var enligt testamentet tvungen att ändra sitt namn till Blomefield för att kunna ta emot arvet. Jenyns, då vid namn Blomefield, avled 1 september 1893, och är begraven på Landsdowns kyrkogård i Bath.

## Patronymi
Bland fiskarna är familjen Jenynsiidae (numera beskriven som Anablepidae) och släktet Jenynsia uppkallade efter Jenyns.

## Beskrivna släkten och arter (urval)
- Acanthoclinus Jenyns, 1841
  - Acanthoclinus fuscus Jenyns, 1841
- Arripis Jenyns, 1840
- Fläckig pansarmal – Callichthys paleatus Jenyns, 1842, nu beskriven som Corydoras paleatus (Jenyns, 1842)
- Iluocoetes Jenyns, 1840
  - Iluocoetes fimbriatus Jenyns, 1842
- Sydamerikansk sardin – Clupea sagax Jenyns, 1842, nu beskriven som Sardinops sagax (Jenyns, 1842)
- Stegastes Jenyns, 1840
  - Stegastes imbricatus Jenyns, 1840
- Tetrodon annulatus Jenyns, 1842, nu beskriven som Sphoeroides annulatus (Jenyns, 1842)